# الگوریتم ساخت اهرام جیزه
الگوریتم ساخت اهرام جیزه (Giza Pyramids Construction) یک الگوریتم بهینه‌سازی فراابتکاری ساده و اثربخش در حل مسائل بهینه‌سازی ملهم از مجموعه اهرام جیزه است.